# Rose des Jahres (Großbritannien)
In den Jahren 1982 bis 2001 wurde vom British Association Of Rose Breeders und British Rose Group of the HTA im Vereinigten Königreich der Titel Rose des Jahres (engl. Rose of the year) verliehen. 
Des Weiteren wurde von 1984 bis 2001 zusätzlich der Titel 'Die Besten der Besten' (engl. Best of the Best) Rosensorten verliehen die über mehrere Jahre hinweg populär waren. Seit 2002 wird nur noch der Titel 'Best of the Best' vergeben.
| Auszeichnung | Titel            | Sortenname (in Klammer deutscher Handelsname, wenn abweichend) | Züchter            | Jahr | Bild |
| ------------ | ---------------- | -------------------------------------------------------------- | ------------------ | ---- | ---- |
| 1982         | Rose of the Year | Mountbatten                                                    | Harkness           | 1982 |      |
| 1983         | Rose of the Year | Beautiful Britain                                              | Dickson            | 1983 |      |
| 1984         | Best of the Best | Amber Queen                                                    | Harkness           | 1984 |      |
| 1985         | Best of the Best | Polar Star (Polarstern)                                        | Tantau             | 1982 |      |
| 1986         | Rose of the Year | Gentle Touch                                                   | Dickson            | 1986 |      |
| 1987         | Best of the Best | Sweet Magic                                                    | Dickson            | 1986 |      |
| 1987         | Best of the Best | Royal William (Duftzauber 84)                                  | Kordes             | 1984 |      |
| 1988         | Best of the Best | Sweet Dream                                                    | Fryer              | 1987 |      |
| 1989         | Rose of the Year | Glad Tidings (Lübecker Rotspon)                                | Tantau             | 1988 |      |
| 1990         | Rose of the Year | Harvest Fayre                                                  | Dickson            | 1989 |      |
| 1991         | Rose of the Year | Melody Maker                                                   | Dickson            | 1990 |      |
| 1992         | Rose of the Year | Top Marks                                                      | Fryer              | 1992 |      |
| 1993         | Best of the Best | Dawn Chorus                                                    | Dickson            | 1991 |      |
| 1994         | Rose of the Year | Festival                                                       | Kordes             | 1994 |      |
| 1995         | Rose of the Year | Chatsworth (Mirato)                                            | Tantau             | 1990 |      |
| 1996         | Rose of the Year | Magic Carpet                                                   | Jackson & Perkins  | 1993 |      |
| 1997         | Rose of the Year | Sunset Boulevard                                               | Harkness           | 1997 |      |
| 1998         | Best of the Best | Penny Lane                                                     | Harkness           | 1998 |      |
| 1999         | Rose of the Year | Fascination (Fredensborg Castle)                               | Poulsen            | 1989 |      |
| 2000         | Rose of the Year | Irish Eyes                                                     | Dickson            | 1999 |      |
| 2001         | Rose of the Year | Great Expectations                                             | McGredy            | 2001 |      |
| 2002         | Best of the Best | Simply The Best                                                | McGredy            | 1998 |      |
| 2003         | Best of the Best | Rhapsody In Blue                                               | Cowlishaw          | 1999 |      |
| 2004         | Best of the Best | Golden Memories                                                | Kordes             | 2002 |      |
| 2005         | Best of the Best | Summertime                                                     | Warner             | 2003 |      |
| 2006         | Best of the Best | Champagne Moment (Lions-Rose)                                  | Kordes             | 1999 |      |
| 2006         | Best of the Best | Hot Chocolate                                                  | Carruth            | 2002 |      |
| 2007         | Best of the Best | Tickled Pink                                                   | Fryer              | 2006 |      |
| 2008         | Best of the Best | Sweet Haze                                                     | Tantau             | 1997 |      |
| 2009         | Best of the Best | Lucky!                                                         | Fryer              | 2005 |      |
| 2010         | Best of the Best | Super Trouper                                                  | Fryer              | 2008 |      |
| 2010         | Best of the Best | Absolutely Fabulous                                            | Carruth            | 2004 |      |
| 2011         | Best of the Best | Joie de Vivre (Garden of Roses)                                | Kordes             | 1997 |      |
| 2012         | Best of the Best | Moment in Time                                                 | Kordes             | 2011 |      |
| 2013         | Best of the Best | You're Beautiful                                               | Fryer              | 2007 |      |
| 2014         | Best of the Best | Lady Marmalade                                                 | Harkness           | 2013 |      |
| 2015         | Rose of the Year | For Your Eyes Only                                             | Warner             | 2013 |      |
| 2016         | Rose of the Year | Sunny Sky                                                      | Kordes             | 2009 |      |
| 2017         | Rose of the Year | Scent From Heaven                                              | Christopher Warner | 2016 |      |
| 2018         | Rose of the Year | Lovestruck                                                     | Colin Dickson      | 2017 |      |
| 2019         | Rose of the Year | Starlight Symphony                                             | Harkness Roses     | 2018 |      |
| 2020         | Rose of the Year | Sweet Honey                                                    | Kordes Roses       | 2019 |      |
| 2021         | Rose of the Year | Belle de Jour                                                  | Delbard Roses      | 2020 |      |
| 2022         | Rose of the Year | It's A Wonderful Life                                          | Colin Dickson      | 2021 |      |
| 2023         | Rose of the Year | Peach Melba                                                    | Kordes Rosen       | 2022 |      |
| 2024         | Rose of the Year | KORzeigar                                                      | Kordes Rosen       | 2023 |      |
| 2025         | Rose of the Year | WEKsecunk                                                      | Weeks Roses        | 2024 |      |

## Weblink
- Eintrag zur Rose des Jahres bei Roses Uk (gemeinsame Webseite der britischen Rosenhändler und Züchter (englisch))